# قل تپه ۲
قل تپه ۲ در شهرستان سرپل ذهاب، بخش مرکزی، دهستان دشت ذهاب، ۹۰۰ متری جنوب غرب روستای قلخانچک واقع شده و این اثر در تاریخ ۲۶ اسفند ۱۳۸۷ با شمارهٔ ثبت ۲۵۵۸۸ به‌عنوان یکی از آثار ملی ایران به ثبت رسیده است.